# TimeSplitters Future Perfect
TimeSplitters: Future Perfect é um jogo eletrônico de tiro em primeira-pessoa desenvolvido pela Free Radical Design e distribuído pela EA Games para PlayStation 2, Xbox e GameCube em 2005.
É o terceiro título da série TimeSplitters, passando-se logo após TimeSplitters 2, que foi lançado em 2002. O jogo possui modo de um jogador consistindo de níveis onde o jogador assume o papel do Sargento Cortez, um marine do século XXV, em sua tentativa de viajar ao passado para salvar o futuro. O jogo também inclui diversos modos de diversos jogadores, incluindo modo cooperativo. Modo online foi incluso em ambas as versões para PlayStation 2 e Xbox. Este é o primeiro jogo da série a receber uma classificação "M" pela ESRB.
Em junho de 2007, uma sequência foi anunciada estar sob desenvolvimento, intitulada TimeSplitters 4, contudo, foi cancelado devido à dificuldade dos desenvolvedores de vender a ideia para distribuidores, devido à má performance crítica de Future Perfect.

## Jogabilidade
TimeSplitters: Future Perfect‎‎, assim como os outros episódios da série, é caracterizados por viagens no ‎‎tempo.‎‎ O jogador controla o Sargento Cortez e persegue os TimeSplitters, criaturas alienígenas dominando viagens no tempo, que ameaçam o futuro da humanidade. Uma série de armas está disponível para o jogador em cada nível de jogo, refletindo os avanços tecnológicos do tempo em que ele se encontra. ‎‎Às vezes, TimeSplitters: Future Perfect desvia-se‎‎ de seu princípio de visão em primeira para inserir algumas sequências de condução na terceira pessoa.
O jogo é jogável online tanto para PlayStation 2 (até 8 jogadores) quanto para Xbox (até 16 jogadores simultâneos no ‎‎Xbox Live),‎‎ mas os servidores atualmente encontram-se encerrados pela EA Games. ‎‎TimeSplitters: Future Perfect oferece‎‎ um modo de cooperação e um modo Arcade de quatro jogadores. O Criador de Mapa permite que o jogador crie mapas multiplayer ou inclua um modo História. ‎
‎Ao contrário dos jogos anteriores da série, o cruzado de pontaria em ‎‎TimeSplitters: Future Perfect‎‎ ainda é visível. Esta configuração pode ser desativada através do menu Opções.‎

#### Modo História
O modo história de TimeSplitters: Future Perfect é dividido em 13 níveis. Cada nível inclui vários pontos de verificação onde o jogador pode começar novamente se ele morrer ou perder sua missão. Para cada nível, o jogador tem a escolha entre três níveis de dificuldade.
O jogo também oferece um modo de cooperação onde dois jogadores podem completar as missões juntos (que, em seguida, diferem ligeiramente do modo single-player). O segundo jogador controla o personagem que acompanha o Sargento Cortez em cada nível.

#### Modo Arcade
O modo Arcade é a principal seção multiplayer do TimeSplitters: Future Perfect. Até quatro jogadores podem participar localmente. Quando um jogador morre, ele é ressuscitado em um local aleatório no mapa com sua barra de vida cheia ao máximo. Armas, armaduras e outros itens que os jogadores podem usar estão espalhados por vários locais no mapa. O objetivo do jogo varia dependendo do modo de jogo escolhido. Entre os 13 disponíveis estão Deathmatch,Team Deathmatch, Capture a Sacola (uma variante de Capture a Bandeira) e Eliminação.
Vários aspectos dos jogos multiplayer podem ser personalizados, como armas, tempo e o número de pontos necessários para alcançar a vitória. Há também uma grande seleção de personagens com os jogadores que os jogadores podem jogar, todos com suas próprias características. Alguns personagens vêm do modoHistória  (como Cortez, Capitão) outros de jogos antigos do TimeSplitters (como Cyborg ou Stone Golem) e outros nunca foram vistos antes (como Hans ou Mr. Shoset). Até dez bots podem ser usados. Sua aparência, habilidade e equipe são personalizáveis. Bots são capazes de executar movimentos acrobáticos que o jogador não pode fazer como rolagem e saltos.
No final de cada jogo, os resultados são exibidos na tela. Ele mostra o número de pontos acumulados pelo jogador ou equipe, bem como as distinções que o jogador foi premiado. Pouco menos de 60 elogios estão presentes em TimeSplitters: Future Perfect. Eles são concedidos aos jogadores com base no que fizeram – ou não fizeram – durante o jogo. As distinções são mantidas na memória no perfil de cada jogador.

#### Modo Criador de Mapa
Após os TimeSplitters original, a Free Radical Design decidiu incluir um criador de nível na série TimeSplitters. Inclui telhas, spawning de personagens, locais de saúde, armaduras, itens para modos específicos de jogo (como uma pasta no modo de jogo "capture the bag") bem como a opção de alterar a iluminação e também adicionar "conjuntos de bots" pré-determinados, que é um grupo de até dez personagens para aparecer regularmente no mapa. Ele também apresenta inúmeros itens de background que variam nos mapas, como um sarcófago no conjunto "Egípcio Antigo", e um gato robótico de controle remoto, chamado Strudel.
A versão avançada permite que os jogadores criem um mapa complexo, desde que o espaço seja livre. Ele contém todas as características do modo iniciante, bem como formas extras de telhas, e características de background. Ele também possui recursos complexos do modo de história, permitindo que os usuários criem mapas de história detalhados e aprofundados de sua própria criação.

### Personagens
‎No total, há 150 personagens jogáveis no modo Arcade. E, ao contrário de seus antecessores, Timesplitters: Future Perfect oferece muitos deles desbloqueados por padrão. Os outros 83 devem ser desbloqueados completando o Desafio, Arcade e, em menor grau, completando certos níveis do modo Story. Na versão original, todos os personagens têm sua própria cena de apresentação quando selecionados, cada um com um curso de fala humorístico. Na versão francesa, as animações das cenas estão presentes, mas poucos personagens tiveram sua voz dublada e, portanto, grande parte dos personagens selecionáveis não falam.‎

## Enredo
O jogo começa em 2401, quando o fuzileiro espacial, sargento Cortez, está deixando a estação espacial que ele destruiu no final do TimeSplitters 2. Sua nave cai na terrafutura, e dois companheiros fuzileiros o cumprimentam. O Sargento Cortez segue seu esquadrão de fuzileiros pelo vale e luta contra figuras mascaradas desconhecidas e Timesplitters. Depois de chegar ao QG, Cortez é encarregado de seguir sinais no passado que foram criadas por viagens no tempo e que pensam serem causadas pelos TimeSplitters. Ele vai em uma missão para voltar no tempo para encontrar uma maneira de impedir que a corrida Timesplitters seja criada, com a ajuda de Anya, assistente pessoal do General.
Usando seu Temporal Uplink, um dispositivo conectado à Máquina do Tempo, ambos inventados por Anya, Cortez viaja para a pequena ilha escocesa de Urnsay no ano de 1924. Lá, ele conhece um homem chamado Capitão Ash, que procura a ajuda de Cortez. Depois de invadir um castelo com o Capitão Ash, Cortez confronta um homem desconhecido com uma alta concentração de Cristais do Tempo, que então escapa com sua própria máquina do tempo. Cortez então viaja para 1969 para parar Khallos (que Cortez acha que é um viajante do tempo) com a ajuda do agente secreto hippie Harry Tipper, para resgatar sua namorada, Kitten Celeste. Depois de derrotar Khallos, Anya revela a Cortez através do walkie-talkie em seu Temporal Uplink que uma mansão em Connecticut havia queimado na década de 1990, deixando para trás resíduos de energia de Cristais do Tempo.
Em 1994, ele é recebido por uma adolescente chamada Jo-Beth Casey, que foi encarregada de fotografar zumbis da mansão por seus amigos. Ela diz a Cortez que a manão é assombrada, e que há dois zumbis e fantasmas dentro da mansão. Depois de descobrir que o criador dos TimeSplitters é um cientista louco chamado Dr. Jacob Crow, Cortez embarca em uma nova missão para frustrar os planos do cientista, destruindo seus laboratórios durante todos os períodos de tempo que Crow visitou. Depois de um adeus repentino a Casey, Cortez viaja para 2052, onde Crow avançou seus experimentos de divisão genética. Cortez conhece Amy Chen, uma espiã altamente treinada enviada para derrotar Crow também. Ambos lutam através de sua instalação de laboratório para encontrar Crow, que escapa novamente.
Cortez viaja para o ano de 2243, onde as máquinas agora governam o planeta, e travaram uma guerra contra os humanos e uns contra os outros. Cortez hackeia uma das máquinas, identificada como R-110, e se aliam. Ele também se junta a um pequeno grupo de rebeldes ciborgues lutando contra as máquinas para chegar ao laboratório agora extremamente grande e poderoso de Crow, cheio de milhares de embriões TimeSplitter. Cortez consegue destruir o que pode do laboratório, mas não é forte o suficiente para derrotar Crow, que ele próprio combinou com a corrida Timesplitter e uma máquina de guerra. Anya envia Cortez e R-110 de volta para 1924 para parar Crow antes que ele possa continuar seus experimentos de laboratório em primeiro lugar.
Agora, em 1924, novamente, ele e R-110 fazem o seu caminho para Crow. Cortez encontra o Dr. Crow fundido com um grande robô bípede. Crow destrói o aliado de Cortez, R-110, deixando-o frente a frente com Cortez. Sabendo que não pode derrotar o cientista sozinho, Anya envia Cortez de volta no tempo alguns minutos, no momento quando ele chegou pela primeira vez na esperança de ser capaz de derrotar os dois Crow com dois Cortez (e R-110, que nunca foi destruído como resultado do loop de tempo).
Depois que Crow é derrotado, Cortez coloca um cristal bruto em um dispositivo que causa uma reação em cadeia que destrói todo o composto. Anya envia Cortez e R-110 de volta ao QG, deixando Crow e os Cristais do Tempo para serem destruídos. Cortez, Anya e O General se aproximam da janela e observam a terra estéril do deserto restaurada à sua antiga forma; uma floresta exuberante e verde cheia de vida. No entanto, o Temporal Uplink no pulso de Cortez, a grande máquina do tempo na sala, e R-110 desaparecem devido ao paradoxo temporal.

## Recepção crítica

### Prêmios
- IGN Best of 2005: Melhor jogo de tiro em primeira pessoa (PS2)